# MONU
MONU es una revista de urbanismo anual y escrita en lengua inglesa que trata sobre la ciudad en su más amplio sentido, incluyendo política, economía, geografía y aspectos sociales, así como su estructura física y arquitectura. Esta última es uno de los muchos campos cubiertos por la revista, todos agrupados bajo el término “urbanismo”. MONU se edita en la ciudad de Róterdam, en los Países Bajos. El primer número se lanzó al mercado en junio del año 2004. La publicación se autodefine como independiente, inconformista y especializada, recopilando artículos críticos, imágenes, conceptos y teorías urbanísticas de arquitectos, urbanistas y teóricos de todo el mundo sobre un tema determinado por la editorial y diferente cada vez.
MONU reivindica examinar las cuestiones, que son importantes para el futuro de nuestras ciudades y regiones desde una amplia variedad de perspectivas, y proporciona una plataforma para el análisis comparativo. Los diversos puntos de vista, contextos y métodos de análisis permiten una exploración muy completa de los temas. La combinación de escritos y proyectos creados desde diferentes culturas y experiencias profesionales, genera muevos puntos de vista en el entendimiento del complejo fenómeno de las ciudades. MONU está dirigida a un público entendido, especialmente a  arquitectos y urbanistas. Las funciones de la revista como plataforma para el intercambio de ideas, por tanto, se ha transformado en una inteligencia colectiva en el propio urbanismo.

## Declaración de objetivos
Lo que MONU ha pretendido desde sus inicios es explorar cada uno de los aspectos de lo urbano, todo lo que hay circundante a la ciudad. La revista siempre ha intentado descubrir las verdades políticas, sociales y económicas escondidas, las realidad oficial y sus interdependencias en la ciudad.

## Opiniones
MONU sostiene una postura generalmente crítica sobre la generalización del espacio público como lugar donde una poderosa minoría desarrolla sus intereses en detrimento de las necesidades de la gran mayoría. MONU ciritca las consecuencias de las acciones de una élite financieramente potente que desarrolla proyectos inmobiliarios en las ciudades solo para dar cabida a sus deseos consumistas. (#12 in 2010)
La revista también rechaza la falta de interés entre arquitectos y urbanistas en afrontar el enorme potencial del material urbano existente: temas como la regeneración urbanística y arquitectónica, la conservación, renovación, desarrollo, restauración o los nuevos usos adaptados a viejas estructuras. MONU hace una denuncia de esta corriente como socialmente irresponsable, y económica y culturalmente inaceptable. (#14 in 2011)
MONU desaprueba las condiciones no-ideológicas -o mejor, post-ideológicas- de nuestra sociedad en lo que respecta a las ciudades, y apuesta por una nueva sinceridad necesaria en un mundo compuesto por una multiplicidad de opciones y resultados urbanos sin una sola ideología urbana coherente. (#15 in 2011)

## Colaboradores
La lista de personas que han participado en los números de MONU incluye a:
Center for Urban Pedagogy (CUP), Reinier de Graaf (2004, MONU #1 - Paid Urbanism)

Thomas Sieverts (2005, MONU #2 – Middle Class Urbanism)

Joost Meuwissen (2005, MONU  #3 – Political Urbanism)

Yoshiharu Tsukamoto (2006, MONU #4 – Denied Urbanism)

Loïc Wacquant, Eyal Weizman (2006, MONU #5 – Brutal Urbanism)

Supersudaca (2007, MONU #6 – Beautiful Urbanism)

Floris Alkemade (2007, MONU #7 – 2nd Rate Urbanism)

Joep van Lieshout, Teddy Cruz (2008, MONU #8 – Border Urbanism)

Owen Hatherley, Shumon Basar (2008, MONU #9 – Exotic Urbanism)

NL Architects, Kees Christiaanse (2009, MONU #10 – Holy Urbanism)

Gerd Hauser, OMA (2009, MONU #11 – Clean Urbanism)

Bjarke Ingels, MVRDV (2010, MONU #12 – Real Urbanism)

Hans Frei (2010, MONU #13 – Most Valuable Urbanism)

Rem Koolhaas, Adolfo Natalini, Beatriz Ramo (2011, MONU #14 – Editing Urbanism)

Wouter Vanstiphout, Thomas Ruff (2011, MONU #15 – Post-Ideological Urbanism)

Edward W. Soja, Mike Crang, Stephen Graham (2012, MONU #16 – Non-Urbanism)

Joel Garreau, Saskia Sassen, Kunlé Adeyemi (2012, MONU #17 – Next Urbanism)

Rainer Langhans, Atelier 5, Richard Sennett (2013, MONU #18 – Communal Urbanism)

Antoine Grumbach, Rogers Stirk Harbour + Partners, Office for Metropolitan Architecture (2013, MONU #19 – Greater Urbanism)

Bernardo Secchi, Edward Burtynsky, Bart Lootsma (2014, MONU #20 – Geographical Urbanism)

Winy Maas, Candida Höfer, Petra Blaisse (2014, MONU #21 – Interior Urbanism)

Jean-Louis Missika, Bernd Upmeyer, Ulf Hannerz (2015, MONU #22 – Transnational Urbanism) 

Jeremy Till, Damon Rich, Marina Abramović (2015, MONU #23 – Participatory Urbanism) 

Andrés Jaque, Casco, Herman Hertzberger (2016, MONU #24 – Domestic Urbanism)

Kai Vöckler, Arnis Balcus, Bart Lootsma (2016, MONU #25 – Independent Urbanism) 

Lars Lerup, Bureau of Architecture, Research, and Design, Roger Keil, Floris Alkemade, Keller Easterling, Michael Wolf, Mark Power (2017, MONU #26 – Decentralised Urbanism) 

Stephan Petermann, Levi Bryant, Nicholas de Monchaux, Marco Casagrande (2017, MONU #27 – Small Urbanism) 

STAR strategies + architecture, Alejandro Zaera-Polo, Beatriz Ramo,  Stefan Paeleman (2018, MONU #28 – Client-shaped Urbanism) 

Cassim Shepard, Pierre Huyghe, Cruz Garcia, Kathrin Golda-Pongratz, Carolyn Drake,  Inge Goudsmit (2018, MONU #29 – Narrative Urbanism) 

Deane Simpson, Peter Granser, Frits van Dongen, Chris Phillipson, Junya Ishigami, Matthias Hollwich (2019, MONU #30 – Late Life Urbanism) 

Karla Rothstein, Miguel Candela, Christopher Coutts, Julie Rugg, Katrina Spade, Cameron Jamie (2019, MONU #31 – After Life Urbanism) 

Jörn Walter, Richard Florida, Anne Mie Depuydt, David Schalliol, Will Hartley, DK Osseo-Asare (2020, MONU #32 – Affordable Urbanism) 

Beatriz Colomina, Jessica Bridger, Peter Dench, Richard Sennett, Alexander Jachnow, Nadia Shira Cohen (2020, MONU #33 – Pandemic Urbanism) 

Mabel O. Wilson, Jeffrey Hou, Ben Parry, Rafal Milach, Ulrich Lebeuf, Hans Pruijt, Bing Guan (2021, MONU #34 – Protest Urbanism) 

Mark Wigley, Anya Sirota, Riccardo Dalisi, Isabelle Pateer, MONU’s Academic Research Studio (MARS), Peter Behrens School of Arts, Arno Brandlhuber, Olaf Grawert (2022, MONU #35 – Unfinished Urbanism)

Mark Gottdiener, Sharon Zukin, Richard Plunz, Tatjana Schneider, Bharat Sikka, Izaskun Chinchilla (2023, MONU #36 – New Social Urbanism)

Eve Blau, Nikita Dhawan, María do Mar Castro Varela, Johanna-Maria Fritz, Diambra Mariani, Wendy Pullan, Ai Weiwei (2024, MONU #37 – Conflict-driven Urbanism)